# Antonio Casado da Rocha
Antonio Casado da Rocha (Rentería, 1 de diciembre de 1970) es doctor en Filosofía, profesor e investigador en la Universidad del País Vasco, especialista en el pensamiento de Henry David Thoreau. Además de una edición anotada de su ensayo sobre la desobediencia civil, ha publicado la primera biografía en castellano sobre este autor.
Su trabajo se desarrolla en el campo de la bioética en sentido amplio, comprendiendo tanto la ética asistencial como la ética ambiental  y la ética de la investigación científica, con especial atención a sus aspectos narrativos. Entre sus trabajos también encontramos obras de poesía.

## Obra selecta

### Ensayos
Antonio Casado es responsable de la primera biografía publicada en castellano sobre Henry David Thoreau, además de ser autor de sendas ediciones anotadas de sus ensayos Desobediencia civil y Caminar. Entre sus publicaciones encontramos los siguientes títulos:
- Sobre el deber de la desobediencia civil. Donostia: Iralka. 2002. p. 124. ISBN 978-84-89806-19-1. Consultado el 30 de septiembre de 2015.
- La desobediencia civil a partir de Thoreau. Madrid: Tercera Prensa. 2002. p. 133. ISBN 978-84-87303-65-4. Consultado el 30 de septiembre de 2015.
- Thoreau. Biografía esencial. Madrid: Acuarela libros. 2004. p. 208. ISBN 978-84-95627-07-0. Consultado el 30 de septiembre de 2015.
- Bioética para legos. Una introducción a la ética asistencial. Madrid: Plaza y Valdés. 2008. p. 238. ISBN 978-84-96780-51-4. Consultado el 30 de septiembre de 2015.
- El arte de caminar. Tras los pasos de Henry D. Thoreau. Barcelona: Nuevos Emprendimientos Editoriales. 2002. p. 143. ISBN 978-84-936832-4-5. Consultado el 30 de septiembre de 2015.
- Una casa en Walden: sobre Thoreau y cultura contemporanea. Logroño: Pepitas de calabaza. 2017. p. 160. ISBN 978-84-15862-85-7. Consultado el 24 de marzo de 2017.
- Casa de cambios: Activar nuestras capacidades transformadoras siguiendo a Henry D. Thoreau, Martha Nussbaum y Otto Scharmer. Barcelona: Ned Ediciones. 2022. p. 160. ISBN 978-84-18273-94-0. Consultado el 24 de octubre de 2022.

### Poesía
De su obra poética se han publicado los siguientes títulos: 
- Esku ezkerraz (en euskera). Donostia: Utriusque Vasconiae. 2011. ISBN 9788493875626.
- Islandiera ikasten (en euskera). Donostia: Utriusque Vasconiae. 2014. p. 103. ISBN 9788494104497.